# Малые Сехновичи
Малые Сехновичи (белор. Малыя Сяхновічы) — деревня в Жабинковском районе Брестской области Беларуси. Входит в состав Степанковского сельсовета. 

## История
Известна с XVI века. До начала XIX в. принадлежала младшей линии Костюшко-Сехновических (Федоровичи).
В деревне располагалась усадьба Тадеуша Костюшко (Косцюшко) с облагороженным приусадебным парком. 

## Географическое положение
Малые Сехновичи располагаются в двух километрах от районного центра — г. Жабинки. Ближайшая автодорога — шоссе в направлении города Каменец. В деревне имеется остановка пассажирского транспорта.

## Население
Население — 59 человек (2019).

## Культура
В память о руководителе национально-освободительного движения Польши и США Тадеуша Костюшко в самой деревне 19 мая 2011 года был открыт Жабинковский районный историко-краеведческий музей, в котором есть зал, посвящённый Т. Костюшко.

## Достопримечательности
В 1988 году в Малых Сехновичах около здания начальной школы (с 2009 г. здание Жабинковского районного историко-краеведческого музея) установлен памятник - бюст Тадеуша Костюшко.
- Бюст Т. Костюшко 1930 г. (в 2024 или 2025 гг. был снесён и заменён цветочной клумбой[5]).
- Усадьба Костюшек XVIII в.
- Усадьба Костюшек: парк (фрагменты) кон. XVIII в.
- Усадьба Жалковских «Жулковщина» XVIII—XIX вв.
- Усадьба Жалковских: парк (фрагменты) XVIII—XIX вв.
- Часовня-усыпальница нач. XX в.?

Парк «Малые Сехновичи» является памятником природы местного значения.

## Известные люди, родившиеся или проживавшие в деревне
- Костюшко Тадеуш - военный и политический деятель